# توسو-لو-نوبل
توسو-لو-نوبل (به فرانسوی: Toussus-le-Noble) یک کمون در فرانسه است که در Canton of Versailles-Sud واقع شده‌است.

## خصوصیات
توسو-لو-نوبل ۴٫۰۲ کیلومترمربع مساحت و ۸۵۴ نفر جمعیت دارد و ۱۵۳ متر بالاتر از سطح دریا واقع شده‌است.